# Varvarivka, Huleaipole
Varvarivka (în ucraineană Варварівка) este un sat în comuna Dobropillea din raionul Huleaipole, regiunea Zaporijjea, Ucraina.

## Demografie
Componența lingvistică a localității Varvarivka
     Ucraineană (98,1%)
     Rusă (1,9%)
Conform recensământului din 2001, majoritatea populației localității Varvarivka era vorbitoare de ucraineană (98,1%), existând în minoritate și vorbitori de rusă (1,9%).